# Río Jaurú
El río Jaurú (o también, en español, Yaurú) es un río brasileño perteneciente a la Cuenca del Plata, uno de los principales afluentes del curso alto del río Paraguay que discurre íntegramente por el estado de Mato Grosso. El río dio origen a la ciudad homónima de Jauru.

## Geografía
El río Jaurú nace en la chapada dos Parecis, muy cerca del nacimiento del río Guaporé y de varias de las fuentes del curso alto del río Juruena, que irán a verter sus aguas al Amazonas. El río discurre en dirección sur, bordeando por el este la sierra de Santa Bárbara. Pasa muy cerca de la localidad de Porto Esperidão, donde recibe por la derecha a su principal afluente, el río Aguapeí, a una altura de unos 123 m. Gira entonces en dirección sureste hasta desembocar en el río Paraguay, por su ribera izquierda, en la zona del Pantanal, a unos 61 km aguas abajo de la ciudad de Cáceres (a una altitud de 97 m) (16°22′21″S 56°46′50″O / -16.37250, -56.78056). 
El río es navegable todo el año para embarcaciones de 0,50 m de calado hasta Porto Limao, unos 55 km al sur de Cáceres; y, en época de crecidas, hasta Porto Esperidão, unos 170 km aguas arriba.
A lo largo del río se han construido 4 centrales hidroléctricas de la UHE Jauru.

## Historia
En la época de la antigua Capitanía del Mato Grosso, hubo un intenso movimiento en el río Jaurú porque éste fue uno de los ríos que sirvieron como vía de transporte a la antigua capital matogrossense de Vila Bela da Santíssima Trindade.
Este río fue uno de los límites concretos y mejor identificados entre el Virreinato del Río de la Plata (español) y el Brasil portugués, para esto se erigió un importante mojón de mampostería cuya ubicación actualmente está íntegramente en territorio brasileño. Tras 1811 y al menos hasta fines del gobierno de Gaspar Rodríguez de Francia el antiguo límite del virreinato fue mantenido por la república del Paraguay pero el estado brasileño hizo «contestación» de los pactos que le precedían, en todo caso las reivindicaciones paraguayas se mantuvieron hasta 1870.